# Matthews Ridge, Antarktis
Matthews Ridge är en bergstopp i Antarktis. Den ligger i Östantarktis. Nya Zeeland gör anspråk på området. Toppen på Matthews Ridge är 1 282 meter över havet, eller 321 meter över den omgivande terrängen. Bredden vid basen är 9,9 km.
Terrängen runt Matthews Ridge är kuperad norrut, men söderut är den bergig. Trakten är obefolkad. Det finns inga samhällen i närheten.